# مؤتمر ترسانة

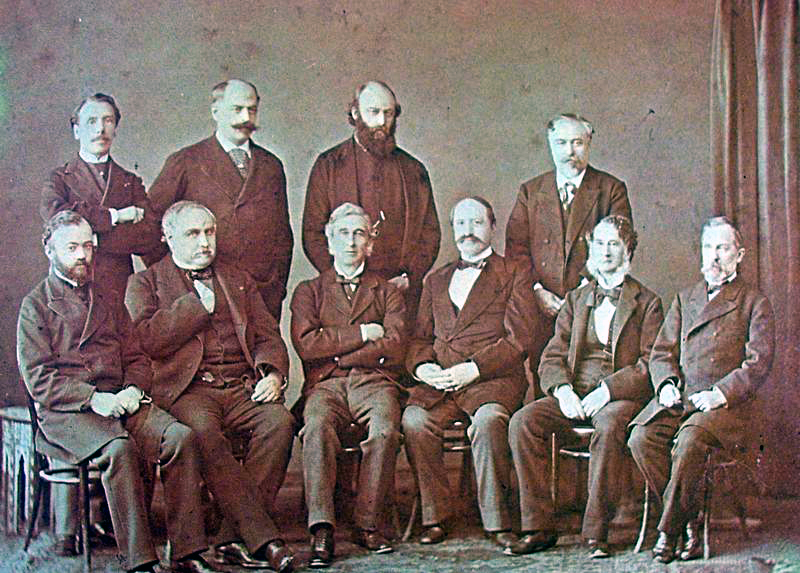
مندوبي المؤتمر.

مؤتمر ترسانة عقد في 23 كانون الأول 1876 م بمبنى نظارة البحرية الواقع على خليج إسطنبول.
كان هدف المؤتمر الوصول إلى حل بين الدولة العثمانية والصرب بحضور مندوبين من أوربة وروسية. عقد الاجتماع الثاني يوم 28 كانون الأول 1876 م للمؤتمر، ولم تتفق الأطراف المختلفة على حل يرضي الطرفين.
وقد تمخض عن فشل المؤتمر الحرب مع روسية، والتي كانت تبحث عن ذريعة للتدخل في شؤون الدولة العثمانية.

## المشاركون في المؤتمر
مثل القوى العظمى في المؤتمر كل من:
- اللورد ساليسبوري الثالث وهنري إليوت عن المملكة المتحدة لبريطانيا العظمى وأيرلندا.
- الكونت نيكولاي إغناتيف عن الإمبراطورية الروسية.
- الكونت جان بابتيست دي شودوردي والكونت فرانسوا دي بورغوينغ عن الجمهورية الفرنسية الثالثة.
- البارون كارل فون فيرثر عن الإمبراطورية الألمانية.
- البارون هينريك فون كاليس والكونت فيرنيك زيتشي عن الإمبراطورية النمساوية المجرية.
- الكونت لويجي (لودوفيكو) كورتي عن مملكة إيطاليا.

من بين جميع المشاركين، لم يحمل صفة «سفير مفوض إلى المؤتمر» إلا كل من اللورد ساليسبوري، والكونت دي شودوردي، والبارون فون كاليس، أما الكونت إغناتيف، والسير هنري إليوت، والكونت دي بورغوينغ، والبارون فون فيرثر، والكونت زيتش، والكونت كورتي، فقد كانوا سفراء مقيمين لبلادهم في القسطنطينية.
كان للقنصل العام للولايات المتحدة في القسطنطينية دور فاعل في صياغة القرارات المنبثقة عن المؤتمر.  
مثل الدولة العثمانية في المؤتمر كل من:
- مدحت باشا، ووصفت باشا وابراهيم أدهم باشا.

عند عقد مؤتمر القسطنطينية، كان مدحت باشا الصدر الأعظم للدولة العثمانية، أما وصفت باشا فقد كان يشغل منصب وزير خارجيتها. شارك الممثلون العثمانيون في الجلسات العامة للمؤتمر، إلا أنهم لم يتلقوا دعوة إلى جلسات العمل السابقة للمؤتمر، والتي تفاوضت خلالها القوى العظمى، ووضعت اتفاقياتها.
كان لكل من اللورد ساليسبوري والكونت إغناتيف دور رائد في المؤتمر، إذ عمل الأخير على تبديد مخاوف البريطانيين المتعلقة بمحاولة روسيا لعب دور حامية السلاف الجنوبيين الأرثوذكس لتمويه محاولتها الاستيلاء على مضيق البحر الأسود والقسطنطينية نفسها، وبالتالي –ووفقًا لمخاوف رئيس وزراء المملكة المتحدة، بينجامين دزرائيلي- إمكانية تهديدها لطرق البحر الأبيض المتوسط الحيوية الواصلة إلى الهند البريطانية عبر قناة السويس، التي افتتحت لأول مرة عام 1869. من جانبه، رأى ساليسبوري في المؤتمر فرصة واعدة لوضع اتفاق شامل مع روسيا حول طموحاتها الإقليمية في آسيا الوسطى.

## القرارات المنبثقة عن المؤتمر

### البوسنة
نتج عن المؤتمر وضع خطط لإنشاء مقاطعة ذات حكم ذاتي تشمل البوسنة ومعظم أراضي الهرسك، مع ضم الجزء الجنوبي من الهرسك إلى إمارة الجبل الأسود.  

### بلغاريا
اتفقت القوى العظمى على إنشاء حكم ذاتي بلغاري على شكل مقاطعتين عثمانيتين جديدتين (ولايتين): المقاطعة الشرقية وعاصمتها فيليكو ترنوفو، والمقاطعة الغربية وعاصمتها صوفيا.
قرر المؤتمر توسيع الأراضي العرقية البلغارية داخل الإمبراطورية العثمانية بحلول نهاية القرن التاسع عشر. شملت الأراضي التي ضمها المؤتمر للمقاطعتين البلغاريتين الجديدتين كلًا من تولسيا، ودلتا الدانوب في الشمال الشرقي، وأوهريد وكاستوريا، في الجنوب الغربي وكيركلاريلي، وأديرنة في الجنوب الشرقي، وليسكوفاك، ونيش في الشمال الغربي. دُمجت هذه الأراضي في المقاطعتين البلغاريتين على النحو التالي:
- تضم مقاطعة بلغاريا الشرقية، سناجق (السنجق: تقسيم إداري عثماني من المستوى الثاني) فيليكو ترنوفو، وروسه، وتولتشيا، وفارنا، وسليفن، وبلوفديف (باستثناء قضائي أردينو وسموليان)، وجزءًا من سنجق أدرنة متضمنًا قضاءات قرقلر إيلي، وسفيلينغراد، وكيزيلاتش.[9][10]
- تضم مقاطعة بلغاريا الغربية سناجق صوفيا، وفيدين، ونيش، وإسكوبية، وبيتولا (باستثناء قضائي ديبار وكورتشي)، وغوتسه دلتشو، وميلنيك، وقضاء سيديروكاسترو في سنجق سيرس، وقضاءات ستروميكا، وفيليس وتيكفيس، وكاستوريا.[9][10]

وضعت القوى العظمى الترتيبات الدستورية، والتشريعية، والتنفيذية وطرق إنفاذ القانون، والنظام الإداري للكانتونات، وأنظمة المراقبة الدولية، وأنظمة الضرائب في المقاطعات الجديدة المقترحة.

## نتيجة
بتاريخ 23 ديسمبر 1876، سلمت القوى الست العظمى القرارات المتفق عليها رسميًا إلى الحكومة العثمانية، رافضة الآراء العثمانية التي قللت من أهمية المؤتمر، خصوصًا بعد اعتماد الدستور العثماني الجديد، الذي وافق عليه السلطان عبد الحميد الثاني في نفس ذلك اليوم. خلال الجلسات العامة التي تبعت المؤتمر، قدمت الإمبراطورية العثمانية مجموعة من الاعتراضات على قرارات المؤتمر ومقترحات لإصلاحها. قوبلت المقترحات العثمانية بالرفض من قبل القوى العظمى، ولم تنجح بعدها محاولات سد الفجوة بين الطرفين. أعلن الصدر الأعظم، مدحت باشا، في 18 يناير 1877، رفض الإمبراطورية العثمانية لقبول قرارات المؤتمر بشكل نهائي.

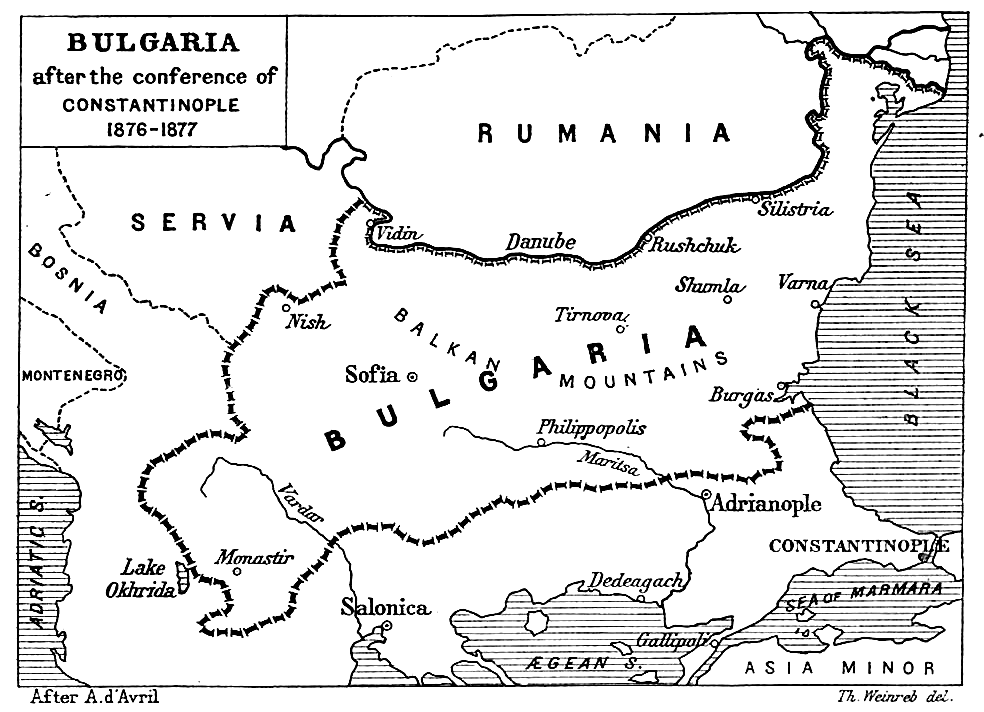
خريطة بلغاريا وفقًا لمؤتمر القسطنطينية

## آثار
أدى رفض الإمبراطورية العثمانية لقرارات مؤتمر القسطنطينية إلى اشتعال الحرب الروسية العثمانية (1877-1878)، وحرمان الإمبراطورية العثمانية من الدعم الغربي، بعد أن تمكنت من كسبه في حرب القرم (1853-1856).
سميت قمة تساريغراد الواقعة ضمن سلسلة جبال إيميون في جزيرة سميث (إحدى جزر جنوب شيتلاند) في القارة القطبية الجنوبية على اسم المؤتمر. («تساريغراد» هو الاسم البلغاري القديم لمدينة القسطنطينية).

## معرض صور

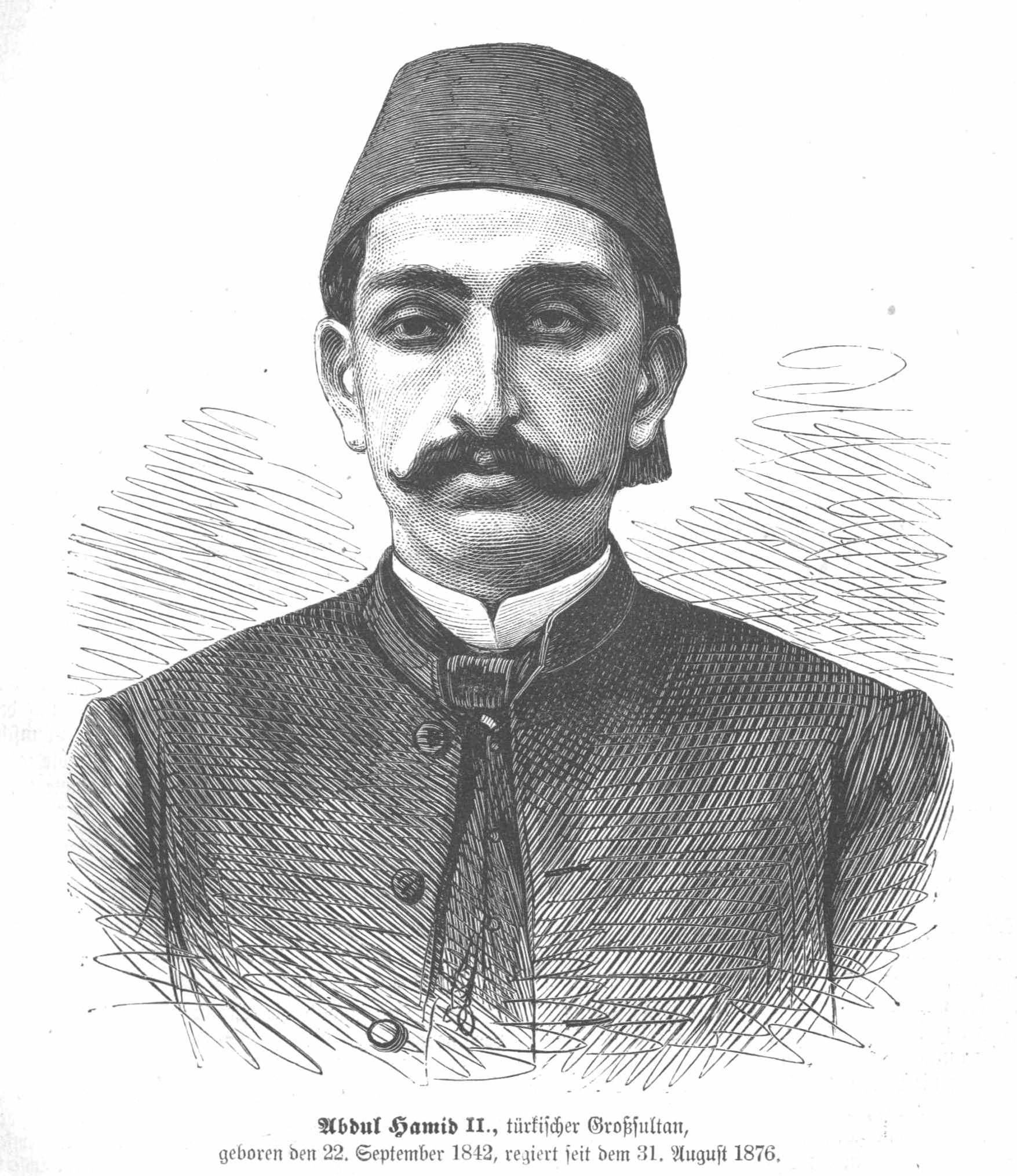
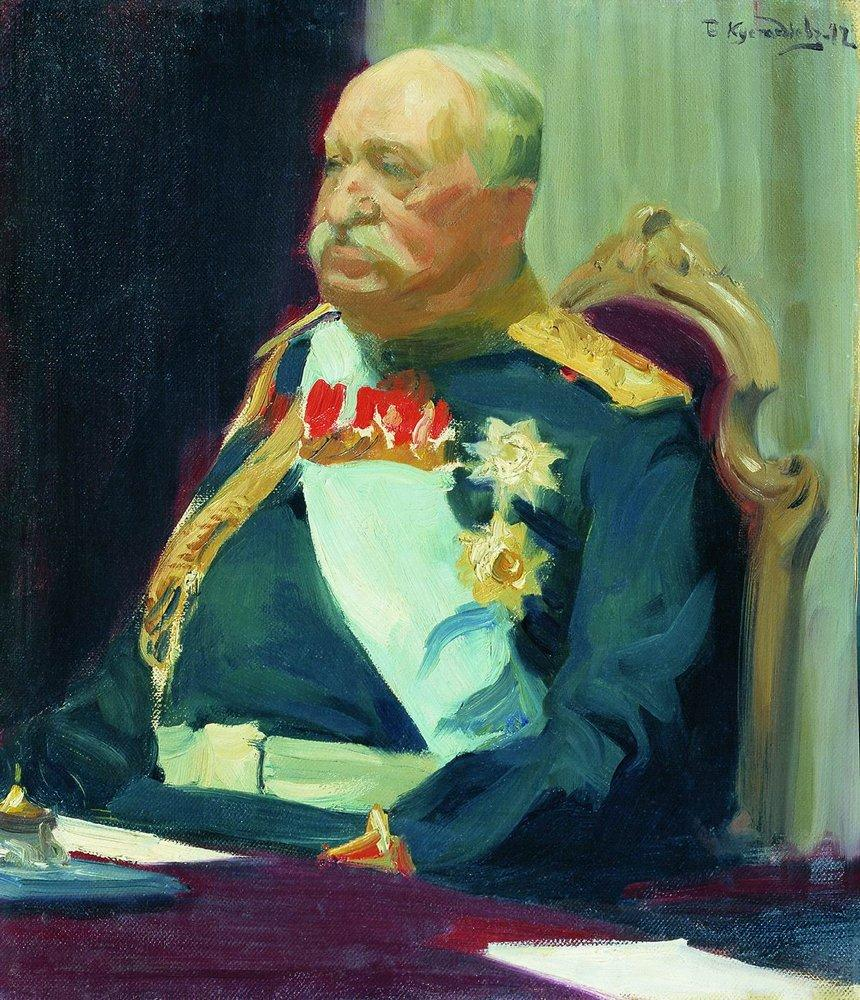
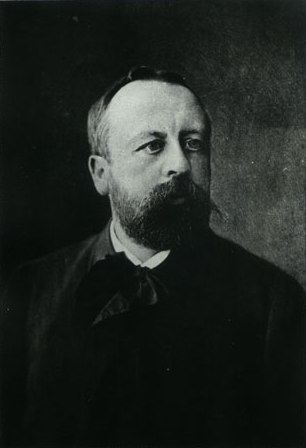
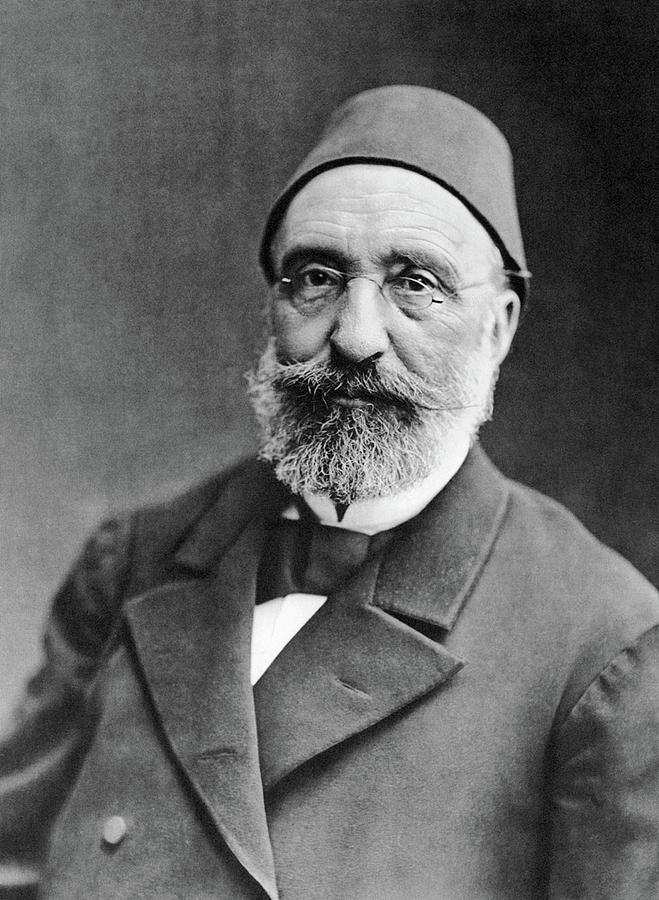
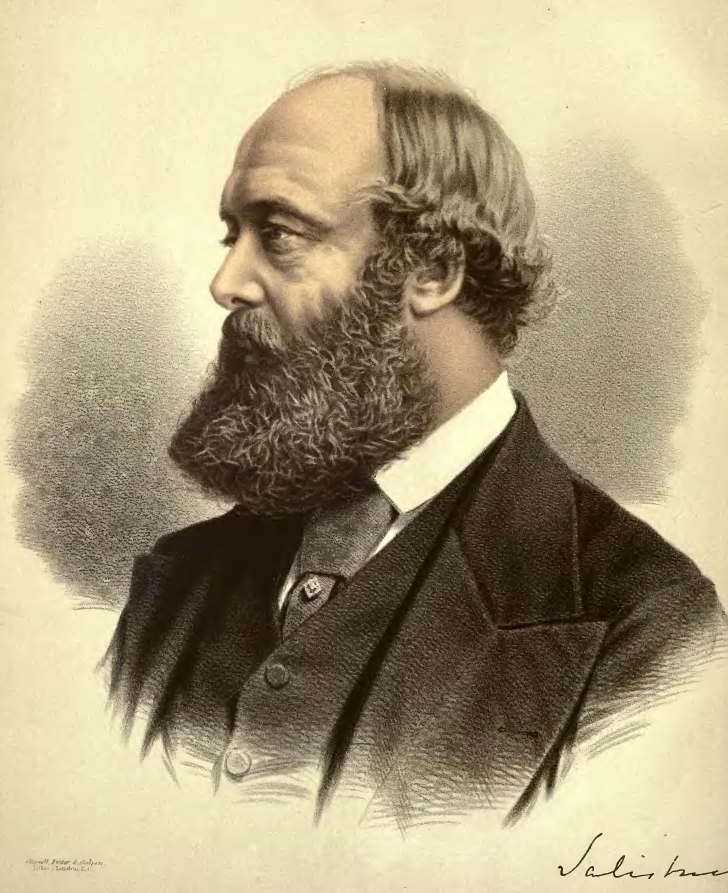
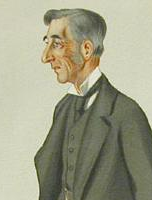